# Haapalaïta
La haapalaïta és un mineral de la classe dels sulfurs, que pertany al grup de la val·leriïta. Rep el seu nom de Paavo Haapala (1906-2002), enginyer de mines i geòleg en cap de la Corporació Cerro de Pasco, al Perú, i a Outokumpu Oy, a Finlàndia.

## Característiques
La haapalaïta és un sulfur de fórmula química (Fe2+,Ni)₂(Mg,Fe2+)1,61S₂(OH)3,22. Cristal·litza en el sistema hexagonal. La seva duresa a l'escala de Mohs és 1.
Segons la classificació de Nickel-Strunz, la haapalaïta pertany a «02.FD - Sulfurs d'arsènic amb O, OH, H₂O» juntament amb els següents minerals: quermesita, viaeneïta, erdita, coyoteïta, val·leriïta, yushkinita, tochilinita, wilhelmramsayita, vyalsovita i bazhenovita.

## Formació i jaciments
Va ser descoberta en serpentines del dipòsit de níquel de Kokka, al jaciment de Cu-Co-Zn-Ni-Ag-Au d'Outokumpu, a Finlàndia Oriental, Finlàndia, on sol trobar-se associada a altres minerals com: pentlandita, maucherita, magnetita, lizardita, cromita, calcopirita i calcita. També ha estat descrita als dipòsits de níquel d'Avebury, al districte de Zeehan, Tasmània (Austràlia), i a Kurotani, a la ciutat de Takayama (Chubu, Japó).